# Atheta laetula
Atheta laetula är en skalbaggsart som beskrevs av Adelbert Fenyes 1909. Atheta laetula ingår i släktet Atheta och familjen kortvingar. Inga underarter finns listade i Catalogue of Life.